# Gare de Retiro
La gare de Retiro (en espagnol Estación Retiro) est le site regroupant trois gares ferroviaires, de la ville de Buenos Aires, capitale de l'Argentine.

## Situation
Les trois gares terminus sont situées les unes à côté des autres sur l'Avenida Ramos Mejía, en face de la place San Martin, dans le quartier de Retiro, il s'agit de trois gares terminus séparées, disposant de leurs propres infrastructures ferroviaires. 

## Description
Le site de Retiro, est l'un des trois pôles ferroviaires principaux de  la ville de Buenos Aires avec les gares de Constitución et Once de septiembre.

### Gare de Retiro Mitre
La gare de Retiro Mitre est la tête de ligne du Chemin de fer General Bartolomé Mitre, géré par la société Trenes de Buesnos Aires (TBA). Ouverte le 1er août 1915, cette gare conçue par l'ingénieur Reginald Reynolds, possède un bâtiment voyageur de style gare française, dessiné par les architectes Eustace L. Conder et Sydney G. Follet, avec une structure d'acier produite à Liverpool et montée en Argentine. Devenu monument historique en 1997, il est lors de sa construction considéré comme l'exemple Argentin le plus significatif de ce type d'architecture.

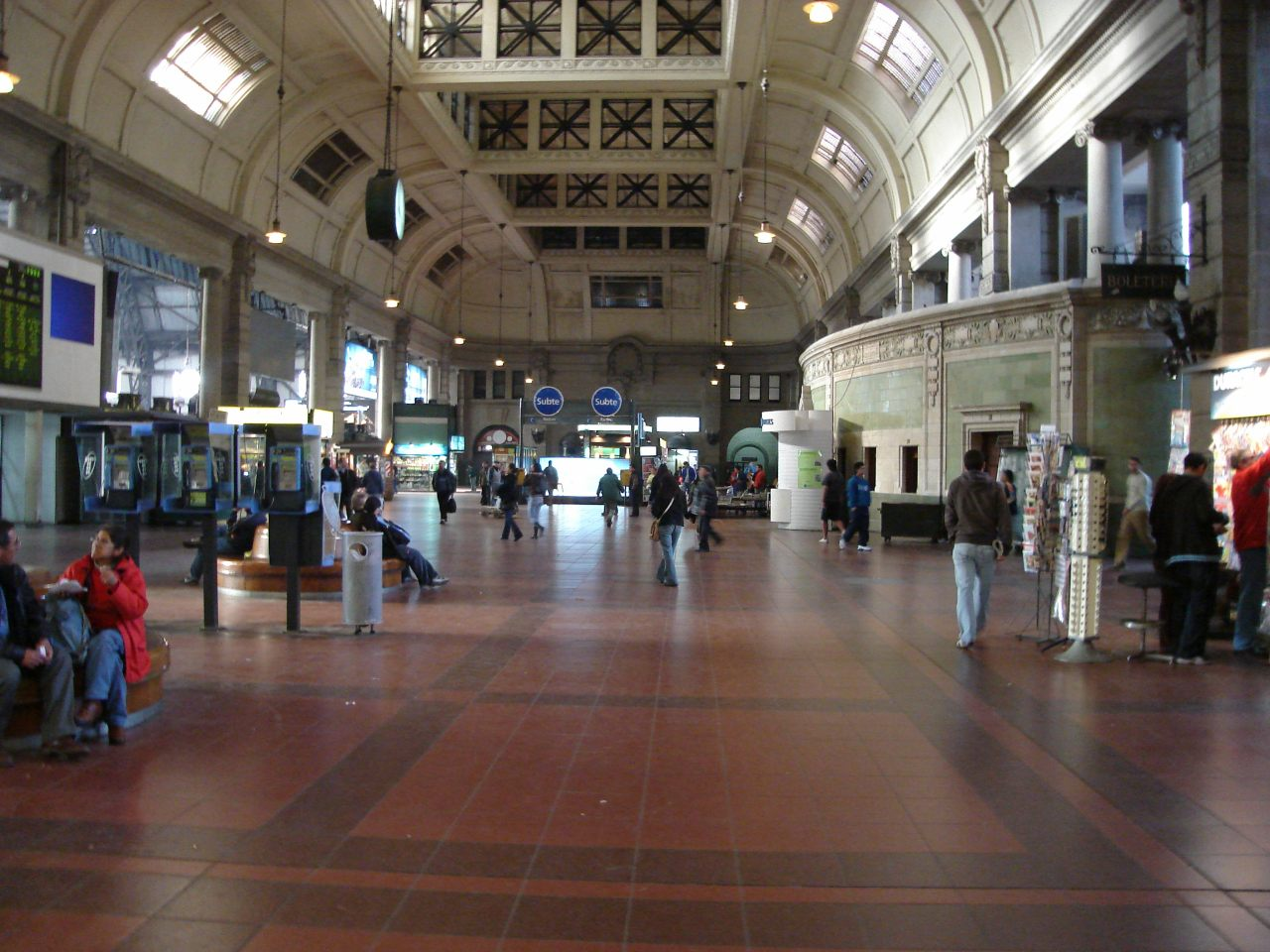
Mitre, grand hall
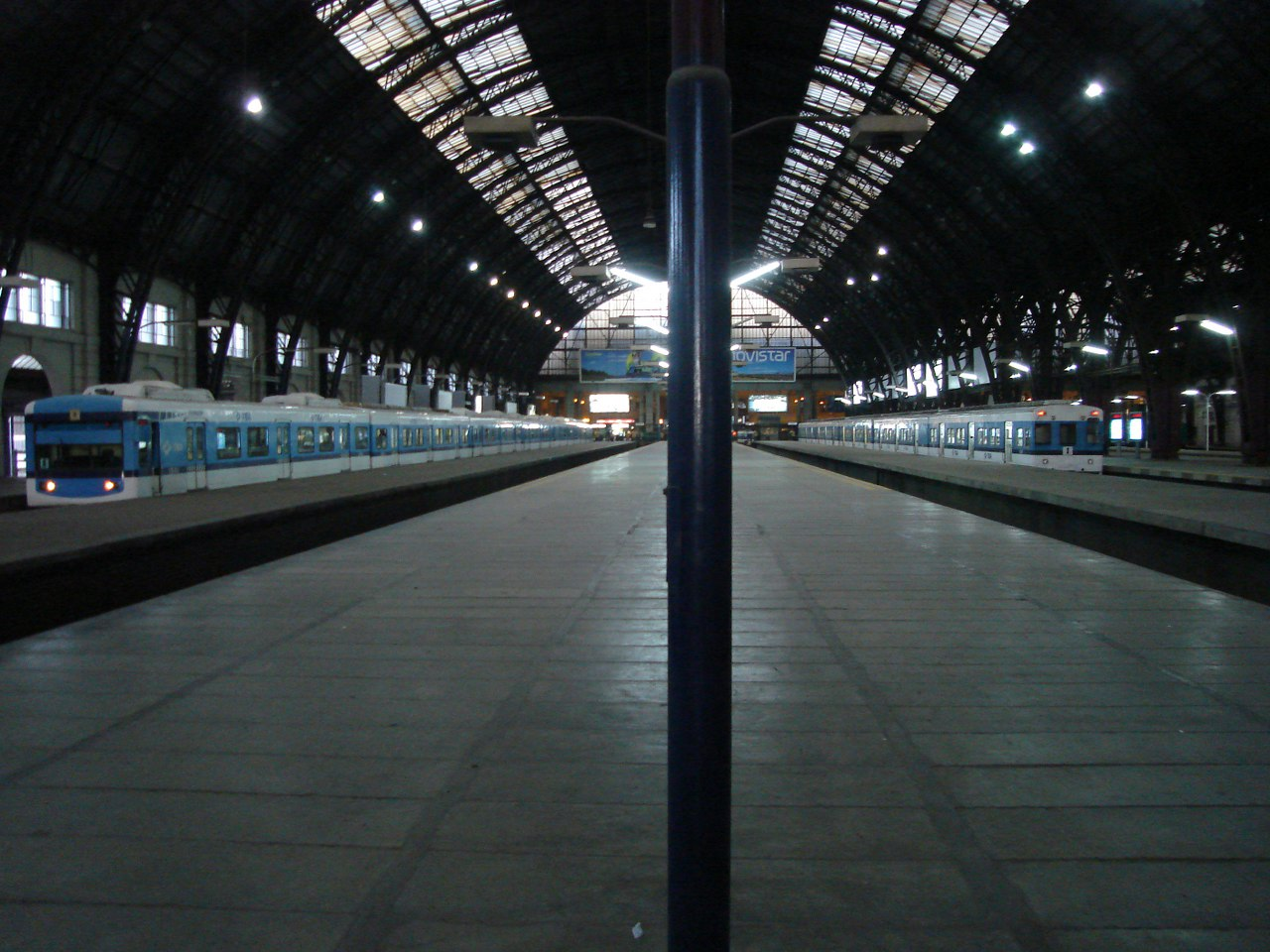
Mitre, les quais

### Gare de Retiro Belgrano
La gare de Retiro Belgrano, est le point de départ du Chemin de fer General Manuel Belgrano, géré par Ferrovias.

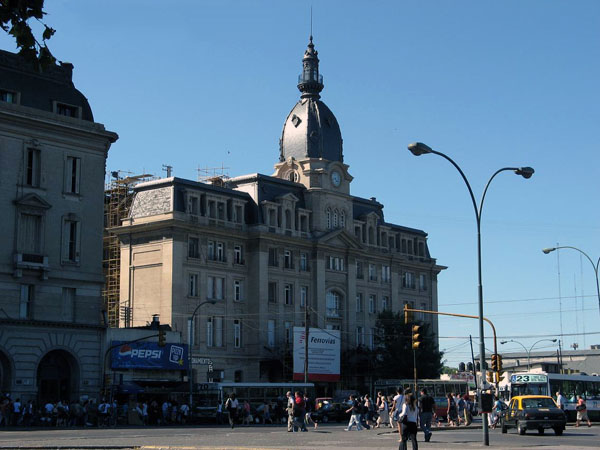
Belgrano, façade
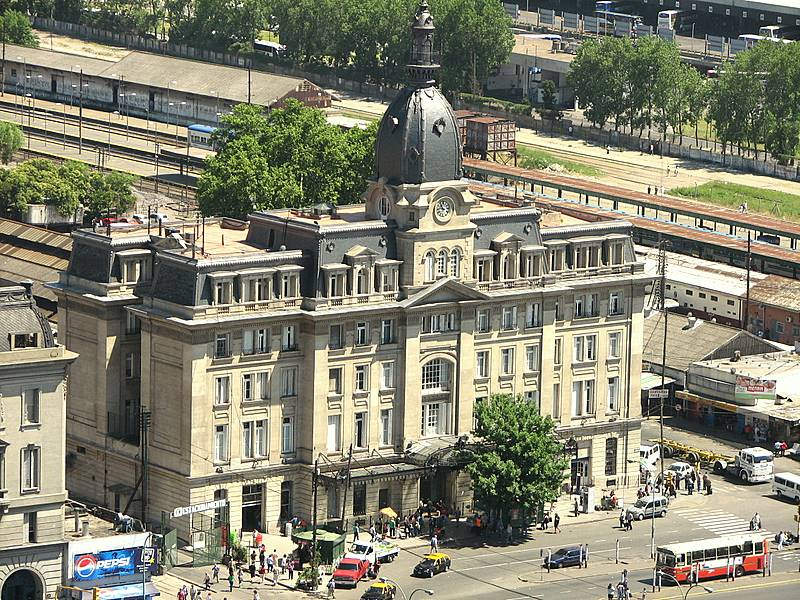
Belgrano
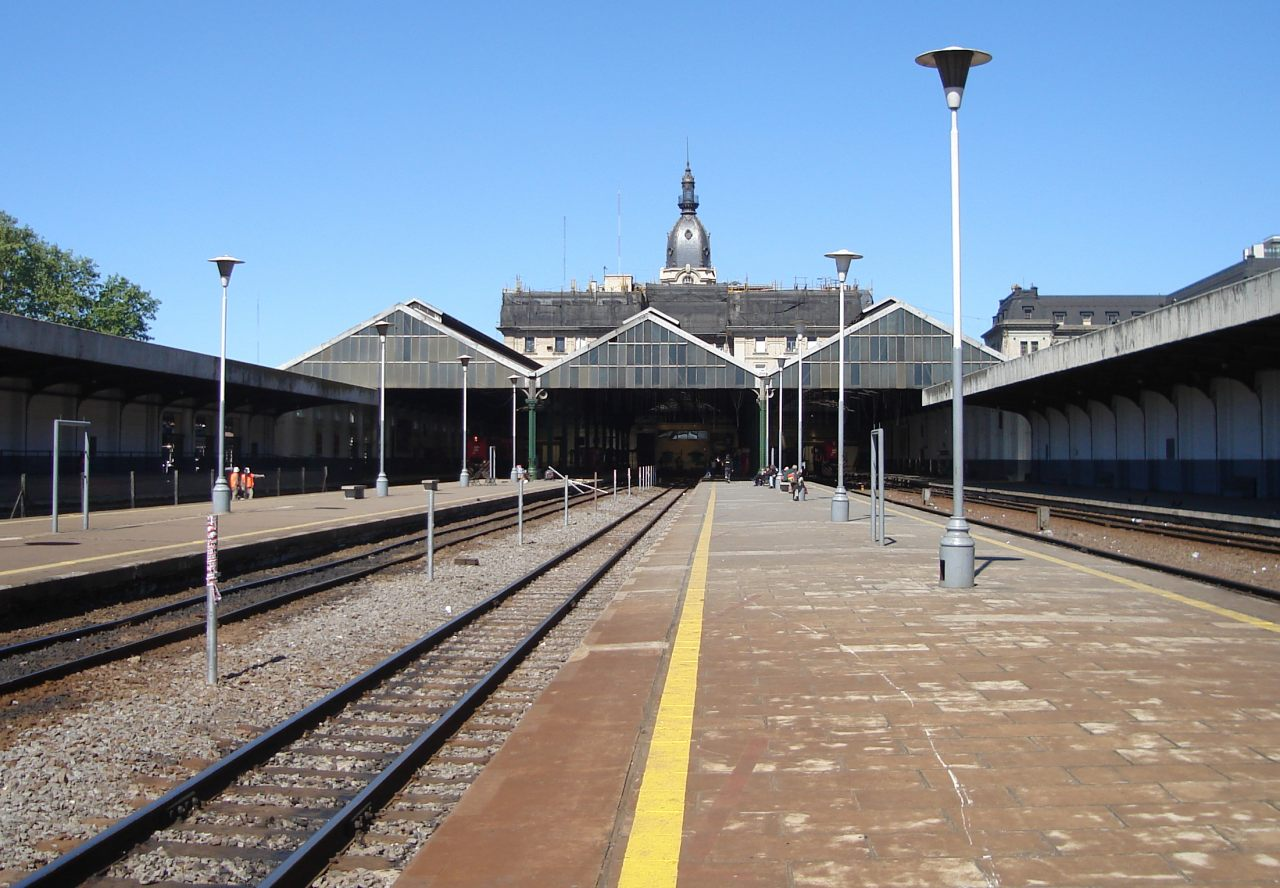
Belgrano, les quais

### Gare de Retiro San Martin
La gare de Retiro San Martín, est le point de départ du Chemin de fer General San Martín, géré par la société Ugofe. Le bâtiment voyageur actuel est celui édifié comme terminal provisoire en bois et en panneaux dans les années 1930.

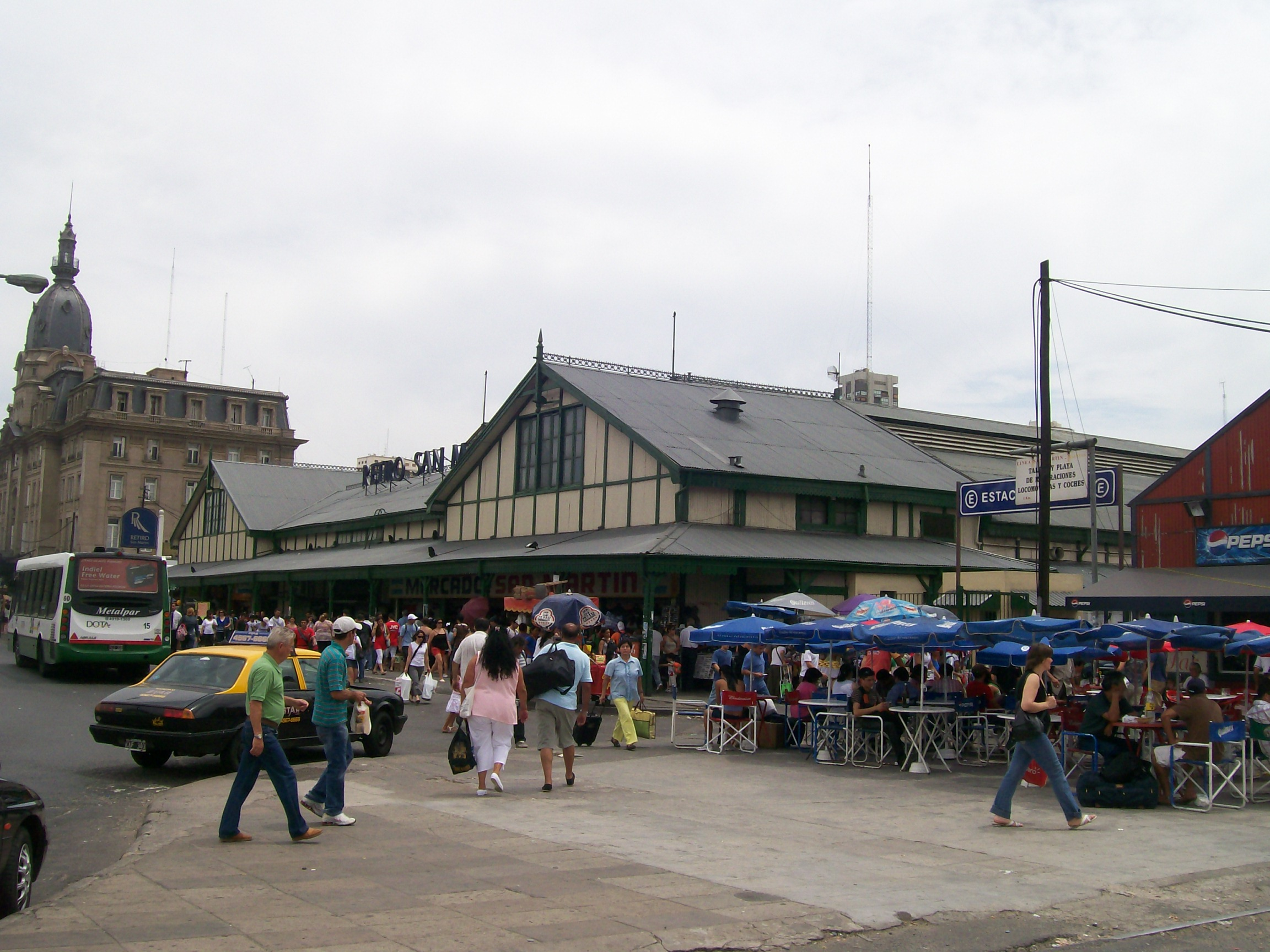
San Martin, façade
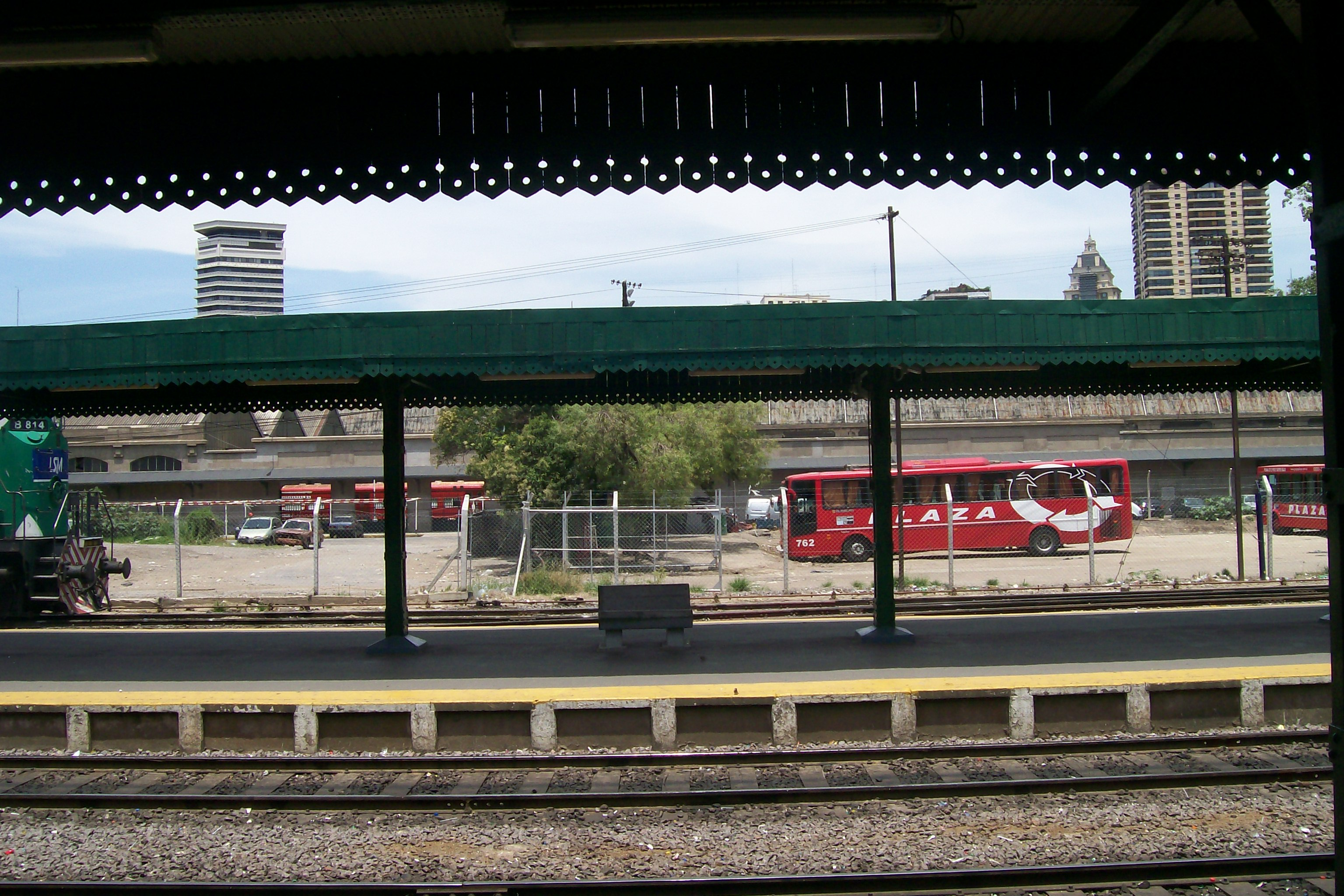
San Martin, quai
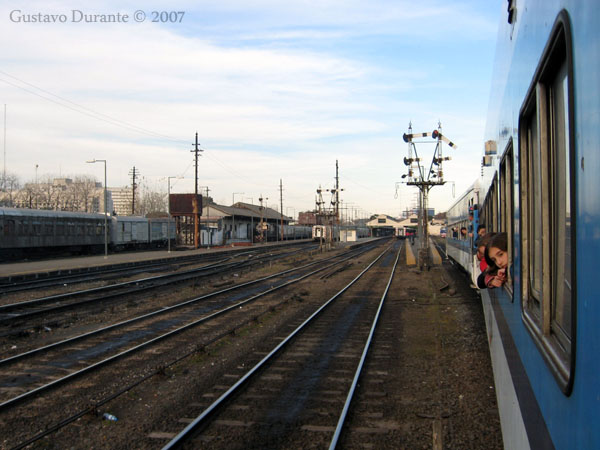
San Martin, les voies

## Intermodalité

### Métro
Un accès direct est possible de la gare de Retiro Mitre vers la station Retiro de la ligne C du métro (ou subte en argentine), laquelle est donc aussi un des terminaux du vaste complexe Retiro. La ligne C offre des correspondances avec toutes les autres lignes de métro, ainsi qu'avec la grande gare de Constitución

### Bus
En suivant l' Avenida Ramos Mejía vers l'est, on arrive à la gare terminale des bus de Retiro, un important édifice où se concentre une grande partie des services de bus à longue distance qui partent ou arrivent à Buenos Aires. 

## Projet

### Train à grande vitesse (TAVe)
Il est prévu de faire de la gare de Retiro le terminal pour le train à grande vitesse appelé en Argentine TAVe (pour tren, alta, velocidad) de la future ligne Buenos Aires-Córdoba dont la construction a été décidée en 2006 et dont la première étape sera Buenos Aires-Rosario.